# Complesso di Vaska
Complesso di Vaska è la denominazione comune del composto chimico con formula trans-[Ir(CO)Cl(PPh3)2]. È un complesso organometallico planare quadrato con uno ione centrale di Ir(I) legato con due leganti trifenilfosfina, un carbonile e uno ione cloruro. La geometria è quella rappresentata in figura, con le due fosfine trans. Il complesso fu descritto per la prima volta da Lauri Vaska e John W. DiLuzio nel 1961. Il complesso di Vaska può dare reazioni di addizione ossidativa, ed è famoso per la sua capacità di legare reversibilmente la molecola di O2. In condizioni normali è un solido cristallino giallo chiaro.

## Sintesi
La sintesi si effettua riscaldando un qualsiasi sale cloruro di iridio con trifenilfosfina e una sorgente di monossido di carbonio. La procedura più comune usa dimetilformammide (DMF) come solvente, e a volte si aggiunge anilina per accelerare la reazione. Un altro solvente comune è il 2-metossietanolo. La reazione è in genere condotta in atmosfera inerte. La trifenilfosfina agisce sia da legante e sia da riducente; il legante CO si genera per decomposizione della DMF. La reazione è complicata, ma la si può schematizzare con la seguente equazione:
Ir(H2O)3Cl3  +  3PPh3  +  HCON(CH3)2  +  PhNH2  →
[Ir(CO)Cl(PPh3)2]  +  [(CH3)2NH2]Cl  +  OPPh3  +  [PhNH3]Cl  +  2H2O
Come composti di iridio in questa sintesi vengono in genere usati IrCl3•xH2O e H2IrCl6.

## Reattività
Studi sul complesso di Vaska hanno aiutato a chiarire le basi concettuali della catalisi omogenea e dei meccanismi di trasporto dell'ossigeno in biochimica. Il complesso di Vaska è un composto a 16 elettroni ed è considerato coordinativamente insaturo; può quindi addizionare un legante che dona due elettroni o due leganti che donano un elettrone ciascuno per arrivare alla configurazione satura a 18 elettroni. L'addizione di due leganti monoelettronici è detta addizione ossidativa; a seguito di una reazione di questo tipo lo stato di ossidazione dell'iridio passa da Ir(I) a Ir(III). Contemporaneamente, il reagente inizialmente tetracoordinato planare quadrato diventa esacoordinato, con geometria ottaedrica. Il complesso di Vaska dà reazioni di addizione ossidativa con ossidanti classici come alogeni, acidi forti come HCl, e altre molecole che agiscano come elettrofili, come lo iodiometano (CH3I).
Il complesso di Vaska è stato il primo composto chimico inorganico capace di legare O2 in modo reversibile:
[Ir(CO)Cl(PPh3)2] + O2  ⇄ [Ir(CO)Cl(O2)(PPh3)2]
Il legante diossigeno è legato all'iridio in modo bidentato (side-on in inglese) formando un perosso complesso. Nella mioglobina e nella emoglobina O2  è invece legato in modo monodentato (end-on in inglese) formando un superosso complesso. L'ossigenazione avviene semplicemente facendo gorgogliare ossigeno in una soluzione in toluene del complesso; visivamente si osserva una variazione di colore da giallo ad arancio. L'addotto con ossigeno può essere riconvertito nel complesso iniziale per riscaldamento all'ebollizione in soluzione di benzene, o facendo gorgogliare un gas inerte nella soluzione.

## Spettroscopia
La spettroscopia infrarossa è molto utile per analizzare i prodotti di addizione ossidativa del complesso di Vaska, dato che queste reazioni provocano variazioni nella frequenza di stiramento del CO coordinato. Queste variazioni dipendono da come cambia la retrodonazione π  Ir→C in seguito all'associazione dei nuovi leganti. Esiste una ampia documentazione in letteratura sui valori delle frequenze di stiramento del CO nel complesso di Vaska e nei composti ottenuti per addizione ossidativa di vari leganti. Alcuni valori sono elencati nella tabella seguente:
| Composto                  |  |  | νCO (cm−1) |
| Complesso di Vaska        |  |  | 1967       |
| Complesso di Vaska + O2   |  |  | 2015       |
| Complesso di Vaska + CH3I |  |  | 2047       |
| Complesso di Vaska + I2   |  |  | 2067       |
L'addizione ossidativa per formare specie di Ir(III) riduce la retrodonazione π Ir→C, causando un aumento della frequenza di stiramento del CO. La frequenza osservata dipende dai leganti addizionati, ma in complessi di Ir(III) è sempre maggiore di 2000 cm−1.

## Sicurezza
Il complesso di Vaska è considerato nocivo per inalazione, contatto con la pelle e ingestione. Non sono noti dati su eventuali proprietà cancerogene.